# Brühl 9–11

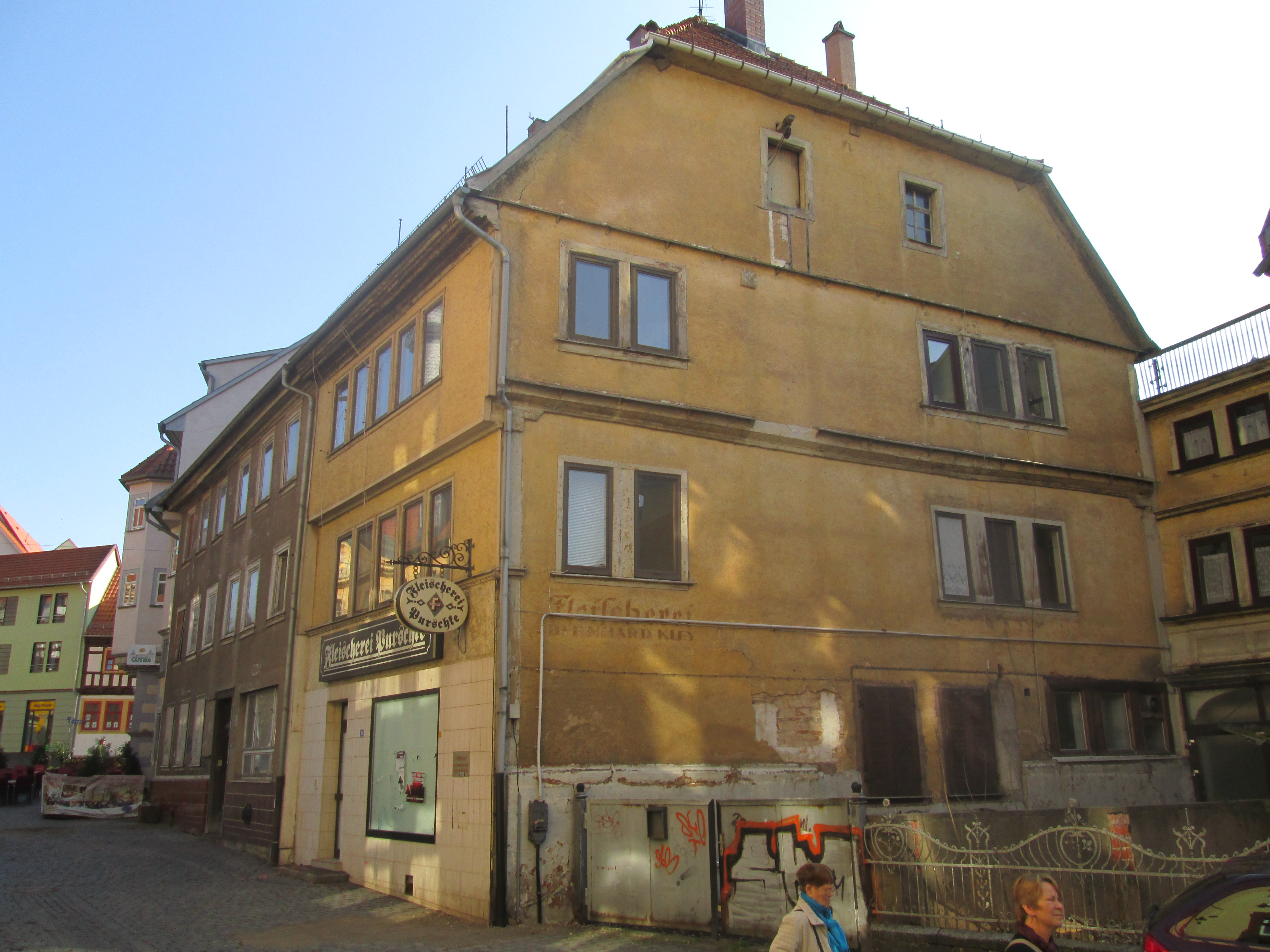
Brühl 9–11 im März 2014

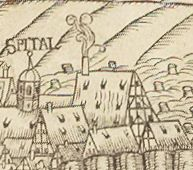
Historische Abbildung von 1557

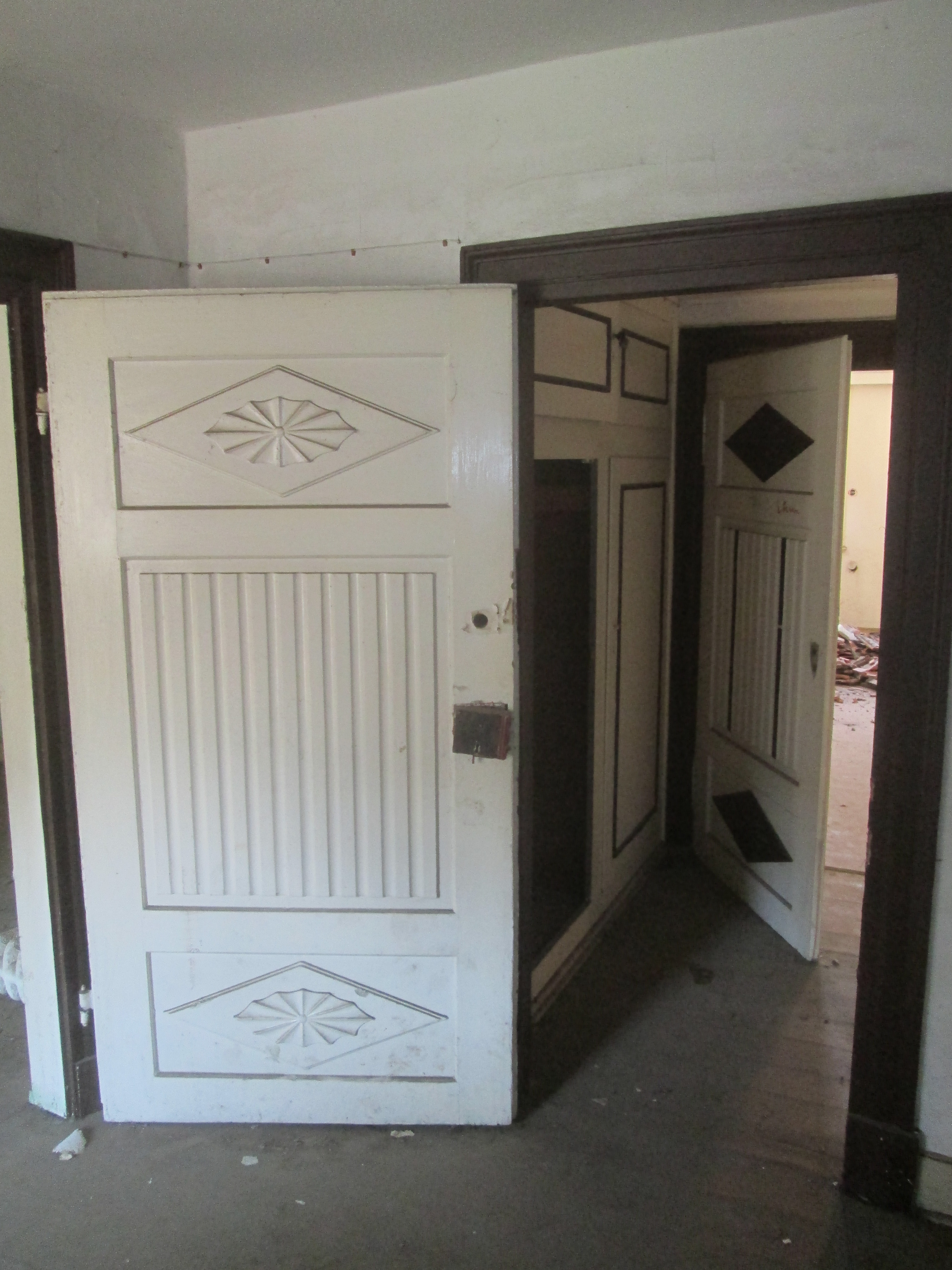
Innentüren aus der Zeit um 1800

Das Haus Brühl 9–11 war ein um 1525 errichtetes Fachwerkhaus im Brühl in Gotha. Es war bis zum Abriss das älteste erhaltene Fachwerkwohnhaus der Stadt.

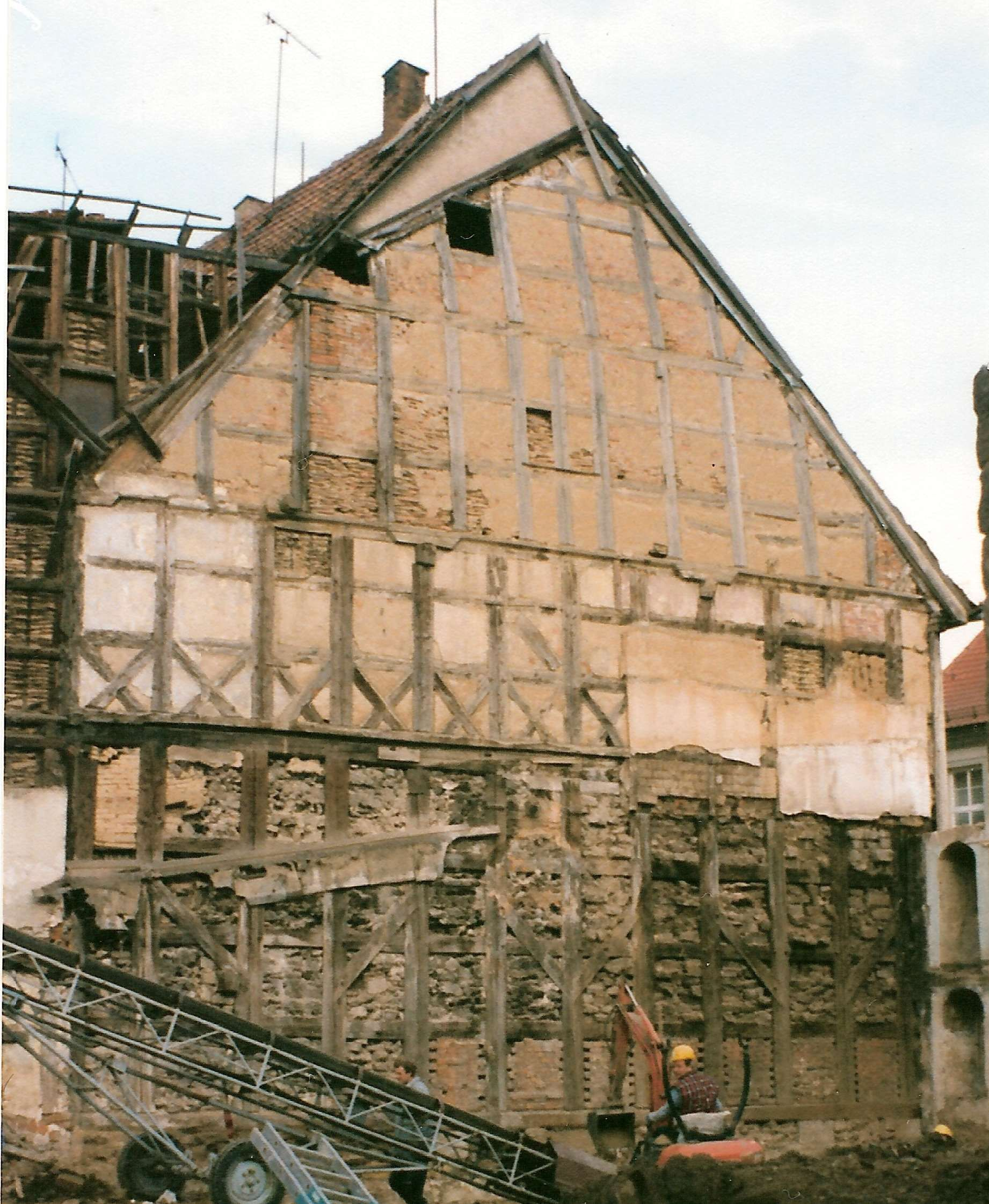
Südseite mit Ständerwand nach Abbruch des Nachbargebäudes 1996

## Geschichte
Nach einer bauhistorischen und dendrochronologischen Untersuchung von Thomas Schulze und Udo Hopf wurde das Gebäude 1525 an anderer Stelle, nämlich vor dem Brühler Tor, als dreigeschossiger Ständergeschossbau errichtet und diente unter anderem als Armenküche. Während des Schmalkaldischen Krieges stand es einer Neubefestigung der Stadt im Wege und wurde an den heutigen Standort transloziert und danach als Wohnhaus genutzt. 
Im 18. und frühen 19. Jahrhundert erfolgten umfassende Umbauten, unter anderem einer Erneuerung der Fassaden im südlichen und der Giebel im nördlichen Bereich unter Beseitigung der früheren Vorkragungen. Im 20. Jahrhundert wurde im nördlichen Erdgeschossbereich ein Ladengeschäft eingebaut. Während der DDR-Zeit kam das Haus in den Besitz der Stadt Gotha. Sie vermietete dort den Laden an eine Metzgerei, Büros an den Zoll und den SPD-Kreisverband sowie bis 2009 Wohnungen. 
2010 ließ die Stadt Gotha das Gebäude durch den Architekten Michael Beyer verformungsgetreu aufmessen. Es zeigten sich die ursprüngliche Trennung der beiden Gebäudeteile durch eine Brandmauer, mittelalterliche Keller mit Tonnengewölben unter beiden Gebäuden, Teile der spätgotischen Fachwerks, und das überwiegend intakte statische Fachwerkgefüge aus mehreren Bauperioden. Die Erschließung des Gebäudes Nr. 11 erfolgte über eine hofseitige noch intakte Spindeltreppe des 16. Jahrhunderts. Das über beide Gebäude durchgehend gezimmerte barocke Dachwerk mit liegendem Stuhl zeigte, dass sich das Gebäude in der Zeit offenbar schon einmal einem Eigentümer gehört hatte. Leicht reparable Schäden gab es im Hofbereich am Übergang zum Seitenflügel infolge defekter Zinkkehlen. Trotz der klaren Hinweise auf diese Schäden und deren Ursachen unterließ die Stadt jedoch jegliche Reparaturen, sondern verhängte lediglich die Straßenfassade mit einem bemalten Transparent.

## Abriss
Im November 2013 stellte Oberbürgermeister Knut Kreuch Planungen vor, beide Gebäude zusammen mit den Nachbargebäuden Brühl 13–15 komplett abzureißen und das Grundstück neu zu bebauen. Der Abriss erfolgte dann im Mai und Juni 2014.